# Cyphokentia
Cyphokentia je rod palmi smješten u podtribus Clinospermatinae, dio tribusa Areceae, potporodica Arecoideae. Postoje dvije vrste, sve su endemi sa Nove Kaledonije. Za njih nije zabilježen nijedan vernakularni naziv, niti ništa o njihovoj lokalnoj upotrebi., sve su vrste endemi sa Nove Kaledonije

## Vrste
1. Cyphokentia cerifera (H.E.Moore) Pintaud & W.J.Baker
2. Cyphokentia macrostachya Brongn.

## Sinonimi
- Dolichokentia Becc.
- Moratia H.E.Moore